# American Campus Communities
American Campus Communities Inc., (NYSE: ACC), är ett amerikanskt fastighetsbolag tillika real estate investment trust (REIT) som är USA:s största i sin bransch med att utveckla och bygga studentbostäder samt utföra facility management på olika campus. De har mer än 222 000 sängplatser i mer än 350 studentfastigheter på 70 olika universitets campusområden samt 23 platser utanför universitetens campusområden, i 34 amerikanska delstater (Alabama, Arizona, Colorado, Florida, Georgia, Hawaii, Illinois, Indiana, Iowa, Kalifornien, Kentucky, Louisiana, Maryland, Michigan, Minnesota, Mississippi, Missouri, Nebraska, Nevada, New Hampshire, New Jersey, New Mexico, New York, North Carolina, Ohio, Oklahoma, Oregon, Pennsylvania, South Carolina, Tennessee, Texas, Virginia, West Virginia & Wyoming) och i två kanadensiska provinser (Alberta & Ontario).
Bolaget har och haft sin närvaro på bland annat Arizona State University, Augsburg College, Drake University, Michigan State University, Rutgers, the State University of New Jersey, San Diego State University, Texas A&M University, University at Buffalo, University of Florida, University of Michigan, University of Missouri, University of Pennsylvania, University of Southern California och University of Virginia.